# Horace Robertson
Pour les articles homonymes, voir Robertson.
Horace Clement Hugh « Red Robbie » Robertson, né le 29 octobre 1894 à Warrnambool et mort le 28 avril 1960 à Heidelberg, est un officier supérieur de l'armée australienne qui a servi dans la Première Guerre mondiale, la Seconde Guerre mondiale et la guerre de Corée.

## Biographie
Au cours de la Seconde Guerre mondiale, Robertson dirige notamment la 19e brigade d'infanterie à la bataille de Bardia où il accepte la reddition de la marine italienne à Benghazi. À la fin de la guerre, il accepte également la reddition de Hatazō Adachi, commandant de la 18e armée japonaise.

## Source de la traduction
- (en) Cet article est partiellement ou en totalité issu de l’article de Wikipédia en anglais intitulé « Horace Robertson » (voir la liste des auteurs).